# Santo Domingo (Ilocos Sur)
Santo Domingo is een gemeente in de Filipijnse provincie Ilocos Sur op het eiland Luzon. Bij de laatste census in 2010 telde de gemeente bijna 28 duizend inwoners.

## Geografie

### Bestuurlijke indeling
Santo Domingo is onderverdeeld in de volgende 36 barangays:
| - Binalayangan - Binongan - Borobor - Cabaritan - Cabigbigaan - Calautit - Calay-ab - Camestizoan - Casili - Flora - Lagatit - Laoingen | - Lussoc - Nagbettedan - Naglaoa-an - Nalasin - Nambaran - Nanerman - Napo - Padu Chico - Padu Grande - Paguraper - Panay - Pangpangdan | - Parada - Paras - Poblacion - Puerta Real - Pussuac - Quimmarayan - San Pablo - Santa Cruz - Santo Tomas - Sived - Suksukit - Vacunero |

## Demografie
Santo Domingo  had bij de census van 2010 een inwoneraantal van 27.596 mensen. Dit waren 1.708 mensen (6,6%) meer dan bij de vorige census van 2007. Ten opzichte van de census van 2000 was het aantal inwoners gegroeid met 3.076 mensen (12,5%). De gemiddelde jaarlijkse groei in die periode kwam daarmee uit op 1,19%, hetgeen lager was dan het landelijk jaarlijks gemiddelde over deze periode (1,90%).

De bevolkingsdichtheid van Santo Domingo  was ten tijde van de laatste census, met 27.596 inwoners op 55,49 km², 497,3 mensen per km².